# Slaget vid Retschow
Slaget vid Retschow var ett slag under Sjätte koalitionskriget. Slaget stod mellan svenska och franska styrkor den 28 augusti 1813 vid Retschow.

## Bakgrund
Sommaren 1813 rådde ett stillestånd mellan Napoleon Bonapartes Frankrike med bundsförvanter och den allierade koalitionen. Samtidigt bildades i Mecklenburg en division om tre brigader under befäl av Ernst von Vegesack för att täcka Stralsund mot Louis Nicolas Davouts armé, förlagd i Hamburg.
Då stilleståndet avslutades den 16 augusti låg den allierade divisionen i norra Mecklenburg, med högkvarteret i Grevesmühlen. Den 22 augusti marscherade en fransk-dansk avdelning österut och intog Schwerin. Detta hotade von Vegesacks södra flank, och han retirerade därav den 24 augusti genom Wismar till Rostock. Sistnämnda stad han nådde den 27 augusti, vilken han ämnade att försvara. En fransk-dansk division under befäl av Loius Henri Loison gick samtidigt till Wismar, och en av hans brigader under befäl av François Antoine Lallemand fortsatte fram till Kröpelin.
Den 28 augusti fortsatte Lallemand sin marsch mot Rostock och hans avantgarde nådde så långt som Konow, halvvägs mellan Retschow och Rostock. Nu hade dock von Vegesack informerats om segern i slaget vid Grossbeeren, och bestämde sig för att agera mer offensivt. Då det fransk-danska avantgardet om morgonen kom i kontakt med några av von Vegesacks soldater nära Konow föll Lallemand tillbaka med sin brigad mot Retschow. Här ställde han den i en försvarsställning mellan Retschow och Hohenfelde, över den skogsbeklädda åsen Kühlung. Ställningen låg bakom en torvmosse samt täcktes av en bokskog, vilken besattes med lättare infanteriavdelningar.

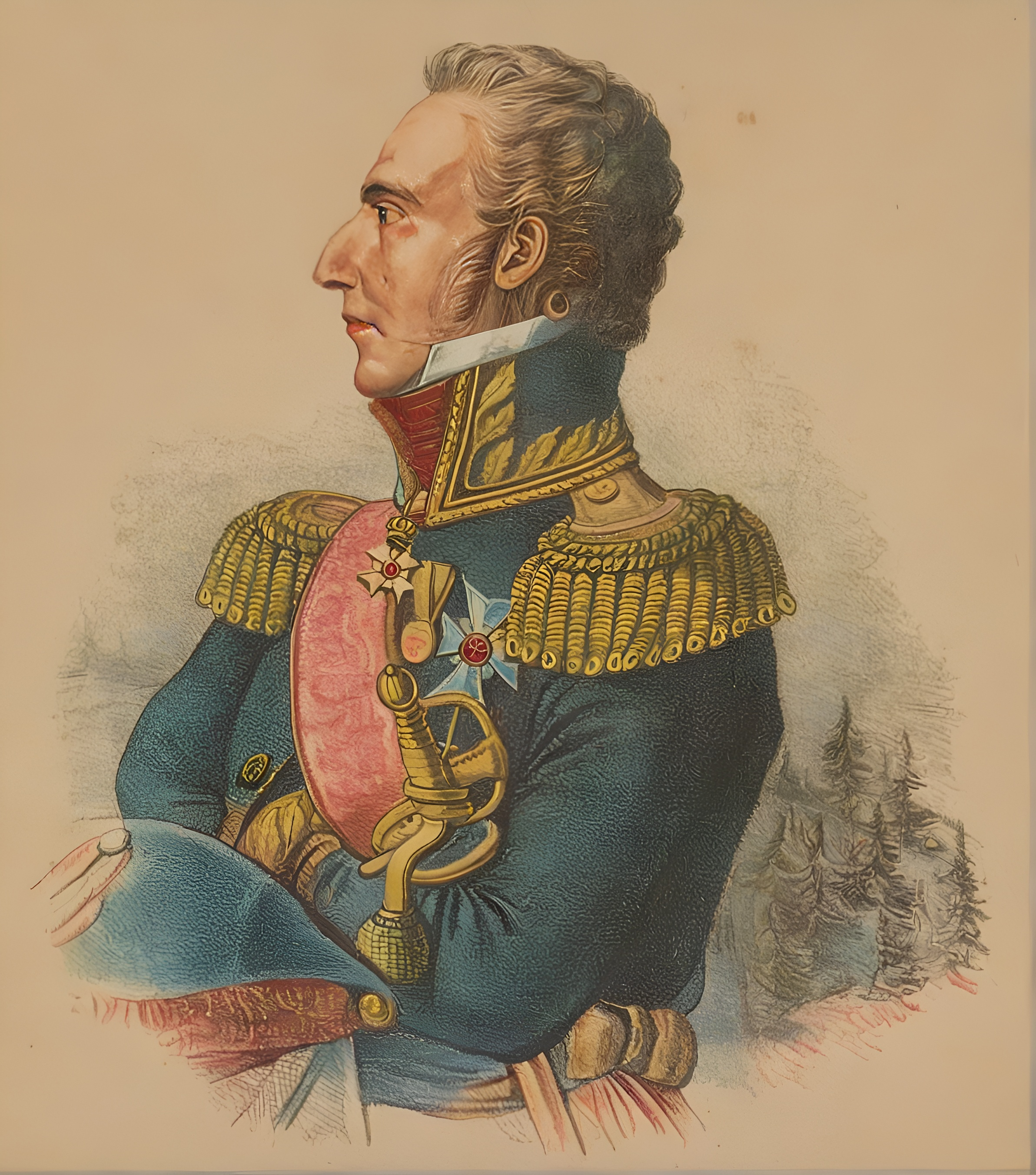
Ernst von Vegesack
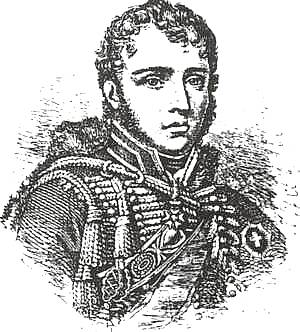
François Antoine Lallemand

## Slaget
Två skvadroner husarer som var förlagda nära Konow red efter och anföll den fransk-danska avdelningen, vilken numera agerade som Lallemands arriärgarde, men tvingades återgå då de möttes av artillerield. När von Vegesacks anlände till Retschow inleddes en artilleriduell medan han utvecklade sitt infanteri framför fienden. Det allierade artilleriet fick övertag, då de var överlägsna de franska och danska i både antal och kaliber. Von Vegesack lät dock större delen av sitt infanteri förbli inaktivt, eftersom han ämnade att genomföra en flankerande manöver mot skogen vid den fransk-danska högerflanken. Jägare ur mecklenburg brigaden, vilka anlänt strax efter klockan 09:00, skickade två kompanier tillsammans med två kompanier svensk infanteri för detta ändamål. Under frammarschen över mossen blev dessa beskjutna av artilleri, och de möttes vid andra sidan av en fransk bataljon bakom bröstvärn. Trots detta kunde de driva fienden från sin ställning och ut genom skogen, efter vilket de tog ställning vid skogskanten. På grund av dessa motgångar retirerade Lallemand tillbaka mot Wismar. Allierade soldater avancerade efter honom fram till Detershagen, halvvägs mellan Retschow och Neubukow.